# Ентропія фон Неймана
Ентропія фон Неймана (англ. Von Neumann entropy) — ентропія, що становить собою розширення концепції ентропії Гіббса з класичної статистичної механіки у квантову статистичну механіку.
Ентропія фон Неймана названа на честь Джона (Яноша) фон Неймана, американського фізика і математика.
{\displaystyle S=-\operatorname {tr} (\rho \ln \rho ),}
де tr — як сліди, ln — натуральний логарифм, ρ — густина, обчислюється в значеннях її векторних характеристик. {\displaystyle |1\rangle ,|2\rangle ,|3\rangle ,\dots } як
{\displaystyle \rho =\sum _{j}\eta _{j}\left|j\right\rangle \left\langle j\right|,}
то ентропія фон Неймана дорівнює
{\displaystyle S=-\sum _{j}\eta _{j}\ln \eta _{j}.}
У такому вигляді S можна розглядати як ентропію Шеннона з теорії інформації.
Ентропія фон Неймана також використовується в різних формах (умовні ентропії, відносні ентропії тощо) в рамках квантової теорії інформації для характеристики ентропії заплутаності.